# Azzi-Hayasa

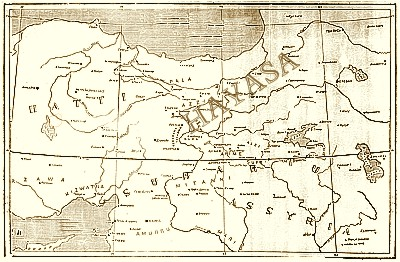
Mapa antiguo con la localización de Hayasa-Azzi

Azzi-Hayasa o Hayasa-Azzi (en armenio: Հայասա)  fue una confederación tribal del Altiplano Armenio y/o la región del Ponto de Asia Menor. Existen estudios que vinculan esta cultura con la etnogénesis del pueblo armenio.

## Historia
Los enfrentamientos por la posesión de Siria septentrional llevaron al saqueo de Babilonia por Mursili I en el año 1595 a. C.. Aproximadamente sobre 1370 a. C., el reino de Asiria comenzó a fortalecerse, pero hititas y asirios no llegaron nunca a chocar, ya que se repartieron equitativamente los despojos de Mitanni. A finales del siglo xiii a. C., el imperio hitita acabó descomponiéndose. Quinientos años después, la conquista del reino neohitita de Karkemish por los asirios marcó su declive definitivo.
Un cuarto frente en las contiendas, Hayasa-Azzi, en el oeste de la meseta de Armenia, obligó a los hititas a permanecer a la defensiva. Las fronteras de oriente, en las cercanías del río Éufrates, constituyeron un foco permanente de tensión. El pueblo montañés de los kaskas y los países de Hayasa-Azzi e Isuwa acechaban continuamente a su poderoso vecino.
Las contiendas entre ambas regiones no eran una cuestión estrictamente militar. Existe la posibilidad de que los hititas trataran de mantener el control de una fuente alternativa de estaño. Las exploraciones geológicas en la región han descubierto la presencia de depósitos aluvionales de oro, plata y estaño en la base del monte Aragatz, al noroeste del país. El estaño se procesaba, junto con el cobre, en los hornos metalúrgicos de Metzamor. No obstante, el estaño del Cáucaso no parece haber sido tan relevante en la época, ya que la casiterita utilizada en Metzamor era importada de Irán o Afganistán y se ha llegado a plantear que Hayasa-Azzi controlara los ricos depósitos metalíferos del noroeste y norte de la meseta de Armenia, lo que suscitó el interés de su poderoso vecino del oeste.